# Premi Emmy 2020
La cerimonia della 72ª edizione dei Primetime Emmy Awards (72nd Primetime Emmy Awards) si è tenuta al Staples Center di Los Angeles, il 20 settembre 2020.
Per via della normativa relativa alla pandemia da COVID-19 negli Stati Uniti, lo Staples Center è stato scelto in sostituzione al tradizione Microsoft Theater. L'evento è stato condotto da Jimmy Kimmel e trasmesso in diretta da ABC. A differenza delle altre edizioni, i vincitori non sono stati premiati in presenza, ma hanno avuto modo di intervenire tramite un collegamento dalle rispettive abitazioni.

## Primetime Emmy Awards
Segue l'elenco delle varie categorie con i rispettivi candidati; i vincitori sono indicati in cima all'elenco di ciascuna categoria.

### Programmi televisivi

#### Miglior serie commedia
- Schitt's Creek, distribuita da Cbc Televison
  - Curb Your Enthusiasm, distribuita da HBO
  - Amiche per la morte - Dead to Me (Dead to Me), distribuita da Netflix
  - The Good Place, distribuita da NBC
  - Insecure, distribuita da HBO
  - Il metodo Kominsky (The Kominsky Method), distribuita da Netflix
  - La fantastica signora Maisel (The Marvelous Mrs. Maisel), distribuita da Prime Video
  - What We Do in the Shadows, distribuita da FX

#### Miglior serie drammatica
- Succession, distribuita da HBO
  - Better Call Saul, distribuita da AMC
  - The Crown, distribuita da Netflix
  - The Handmaid's Tale, distribuita da Hulu
  - Killing Eve, distribuita da BBC America
  - The Mandalorian, distribuita da Disney+
  - Ozark, distribuita da Netflix
  - Stranger Things, distribuita da Netflix

#### Miglior miniserie
- Watchmen, distribuita da HBO
  - Tanti piccoli fuochi (Little Fires Everywhere), distribuita da Hulu
  - Mrs. America, distribuita da FX
  - Unbelievable, distribuita da Netflix
  - Unorthodox, distribuita da Netflix

#### Miglior varietà talk show
- Last Week Tonight with John Oliver, distribuito da HBO
  - The Daily Show with Trevor Noah, distribuito da Comedy Central
  - Full Frontal with Samantha Bee, distribuito da TBS
  - Jimmy Kimmel Live!, distribuito da ABC
  - The Late Show with Stephen Colbert, distribuito  da CBS

#### Miglior reality competitivo
- RuPaul's Drag Race, distribuito da VH1
  - The Masked Singer, distribuito da Fox
  - Nailed It!, distribuito da Netflix
  - Top Chef, distribuito da Bravo
  - The Voice, distribuito da NBC

### Recitazione

#### Miglior attore protagonista in una serie commedia
- Eugene Levy, per aver interpretato Johnny Rose in Schitt's Creek
  - Anthony Anderson, per aver interpretato Andre Johnson, Sr. in Black-ish
  - Don Cheadle, per aver interpretato Mo Monroe in Black Monday
  - Ted Danson, per aver interpretato Michael in The Good Place
  - Michael Douglas, per aver interpretato Sandy Kominsky ne Il metodo Kominsky
  - Ramy Youssef, per aver interpretato Ramy Hassan in Ramy

#### Miglior attrice protagonista in una serie commedia
- Catherine O'Hara, per aver interpretato Moira Rose in Schitt's Creek
  - Christina Applegate, per aver interpretato Jen Harding in Amiche per la morte - Dead to Me
  - Rachel Brosnahan, per aver interpretato Miriam Maisel ne La fantastica signora Maisel
  - Linda Cardellini, per aver interpretato Judy Hale in Amiche per la morte - Dead to Me
  - Issa Rae, per aver interpretato Issa Dee in Insecure
  - Tracee Ellis Ross, per aver interpretato Rainbow Johnson in Black-ish

#### Miglior attore protagonista in una serie drammatica
- Jeremy Strong, per aver interpretato Kendall Roy in Succession
  - Jason Bateman, per aver interpretato Martin Byrde in Ozark
  - Sterling K. Brown, per aver interpretato Randall Pearson in This Is Us
  - Steve Carell, per aver interpretato Mitch Kessler in The Morning Show
  - Brian Cox, per aver interpretato Logan Roy in Succession
  - Billy Porter, per aver interpretato Pray Tell in Pose

#### Miglior attrice protagonista in una serie drammatica
- Zendaya, per aver interpretato Rue Bennett in Euphoria
  - Jennifer Aniston, per aver interpretato Alex Levy in The Morning Show
  - Olivia Colman, per aver interpretato Elisabetta II del Regno Unito in The Crown
  - Jodie Comer, per aver interpretato Oksana Astankova / Villanelle in Killing Eve
  - Laura Linney, per aver interpretato Wendy Byrde in Ozark
  - Sandra Oh, per aver interpretato Eve Polastri in Killing Eve

#### Miglior attore protagonista in una miniserie o film
- Mark Ruffalo, per aver interpretato Dominick e Thomas Birdsey in Un volto, due destini - I Know This Much Is True
  - Jeremy Irons, per aver interpretato Adrian Veidt in Watchmen
  - Hugh Jackman, per aver interpretato Frank Tassone in Bad Education
  - Paul Mescal, per aver interpretato Connell Waldron in Normal People
  - Jeremy Pope, per aver interpretato Archie Coleman in Hollywood

#### Miglior attrice protagonista in una miniserie o film
- Regina King, per aver interpretato Angela Abar / Sorella Notte in Watchmen
  - Cate Blanchett, per aver interpretato Phyllis Schlafly in Mrs. America
  - Shira Haas, per aver interpretato Esther  Shapiro in Unorthodox
  - Octavia Spencer, per aver interpretato Madam C. J. Walker in Self-made: la vita di Madam C.J. Walker
  - Kerry Washington, per aver interpretato Mia Warren in Tanti piccoli fuochi

#### Miglior attore non protagonista in una serie commedia
- Dan Levy, per aver interpretato David Rose in Schitt's Creek
  - Mahershala Ali, per aver interpretato Sheikh Ali Malik in Ramy
  - Alan Arkin, per aver interpretato Norman Newlander ne Il metodo Kominsky
  - Andre Braugher, per aver interpretato Captain Ray Holt in Brooklyn Nine-Nine
  - Sterling K. Brown, per aver interpretato Reggie ne La fantastica signora Maisel
  - William Jackson Harper, per aver interpretato Chidi Anagonye in The Good Place
  - Tony Shalhoub, per aver interpretato Abe Weissman ne La fantastica signora Maisel
  - Kenan Thompson, per aver interpretato vari personaggi al Saturday Night Live

#### Miglior attrice non protagonista in una serie commedia
- Annie Murphy, per aver interpretato Alexis Rose in Schitt's Creek
  - Alex Borstein, per aver interpretato Susie Myerson ne La fantastica signora Maisel
  - D'Arcy Carden, per aver interpretato Janet in The Good Place
  - Betty Gilpin, per aver interpretato Debbie Eagan in GLOW
  - Marin Hinkle, per aver interpretato Rose Weissman ne La fantastica signora Maisel
  - Kate McKinnon, per aver interpretato vari personaggi al Saturday Night Live
  - Yvonne Orji, per aver interpretato Molly Carter in Insecure
  - Cecily Strong, per aver interpretato vari personaggi al Saturday Night Live

#### Miglior attore non protagonista in una serie drammatica
- Billy Crudup, per aver interpretato Cory Ellison in The Morning Show
  - Nicholas Braun, per aver interpretato Greg Hirsch in Succession
  - Kieran Culkin, per aver interpretato Roman Roy on Succession
  - Mark Duplass, per aver interpretato Charlie Black in The Morning Show
  - Giancarlo Esposito, per aver interpretato Gus Fring in Better Call Saul
  - Matthew Macfadyen, per aver interpretato Tom Wambsgans in Succession
  - Bradley Whitford, per aver interpretato Joseph Lawrence in The Handmaid's Tale
  - Jeffrey Wright, per aver interpretato Bernard Lowe in Westworld - Dove tutto è concesso

#### Miglior attrice non protagonista in una serie drammatica
- Julia Garner, per aver interpretato Ruth Langmore in Ozark
  - Helena Bonham Carter, per aver interpretato la principessa Margaret in The Crown
  - Laura Dern, per aver interpretato Renata Klein in Big Little Lies - Piccole grandi bugie
  - Thandie Newton, per aver interpretato Maeve Millay in Westworld - Dove tutto è concesso
  - Fiona Shaw, per aver interpretato Carolyn Martens in Killing Eve
  - Sarah Snook, per aver interpretato Siobhan Roy in Succession
  - Meryl Streep, per aver interpretato Mary Louise Wright in Big Little Lies - Piccole grandi bugie
  - Samira Wiley, per aver interpretato Moira Strand in The Handmaid's Tale

#### Miglior attore non protagonista in una miniserie o film
- Yahya Abdul-Mateen II, per aver interpretato Calvin Abar in Watchmen
  - Jovan Adepo, per aver interpretato Will Reeves da giovane in Watchmen
  - Tituss Burgess, per aver interpretato Titus Andromedon in Unbreakable Kimmy Schmidt: Kimmy vs. The Reverend
  - Louis Gossett, Jr., per aver interpretato Will Reeves in Watchmen
  - Dylan McDermott, per aver interpretato Ernest West in Hollywood
  - Jim Parsons, per aver interpretato Henry Willson in Hollywood

#### Miglior attrice non protagonista in una miniserie o film
- Uzo Aduba, per aver interpretato Shirley Chisholm in Mrs. America
  - Toni Collette, per aver interpretato Grace Rasmussen in Unbelievable
  - Margo Martindale, per aver interpretato Bella Abzug in Mrs. America
  - Jean Smart, per aver interpretato Laurie Blake in Watchmen
  - Holland Taylor, per aver interpretato Ellen Kincaid in Hollywood
  - Tracey Ullman, per aver interpretato Betty Friedan in Mrs. America

### Regia

#### Miglior regia in una serie commedia
- Schitt's Creek (Episodio: "Lieto fine"), diretto da Andrew Cividino e Dan Levy
  - The Great (Episodio: "La Grande"), diretto da Matt Shakman
  - La fantastica signora Maisel (Episodio: "O il cabaret o il cavolo"), diretto da Amy Sherman-Palladino
  - La fantastica signora Maisel (Episodio: "Fantastica radio"),diretto da Daniel Palladino
  - Modern Family (Episodio: "Finale. 2ᵃ parte"), diretto da Gail Mancuso
  - Ramy (Episodio: "Miakhalifa.mov"), diretto da Ramy Youssef
  - Will & Grace (Episodio: "Lucy ed io"),diretto da James Burrows

#### Miglior regia in una serie drammatica
- Succession (Episodio: "La caccia"), diretto da Andrij Parekh
  - The Crown (Episodio: "Aberfan"), diretto da Benjamin Caron
  - The Crown (Episodio: "Grido d'allarme"), diretto da Jessica Hobbs
  - Homeland (Episodio: "Prigionieri di guerra"), diretto da Lesli Linka Glatter
  - The Morning Show (Episodio: "Il silenzio della verità"), diretto da Mimi Leder
  - Ozark (Episodio: "Fire Pink Road"), diretto da Alik Sakharov
  - Ozark (Episodio: "Su Casa Es Mi Casa"), diretto da Ben Semanoff
  - Succession (Episodio: "Non è il caso di piangere"), diretto da Mark Mylod

#### Miglior regia in una miniserie o film
- Unorthodox, diretta da Maria Schrader
  - Tanti piccoli fuochi (Episode: "Find a Way"), diretto da Lynn Shelton
  - Normal People (Episodio: "5"), diretto da Lenny Abrahamson
  - Watchmen (Episodio: "È estate e stiamo finendo il ghiaccio"), diretto da Nicole Kassell
  - Watchmen (Episodio: "Una leggera paura dei fulmini"), diretto da Steph Green
  - Watchmen (Episodio: "Questo essere straordinario"), diretto da Stephen Williams

### Sceneggiatura

#### Miglior sceneggiatura in una serie commedia
- Schitt's Creek (Episodio: "Lieto fine"), sceneggiato da Dan Levy
  - The Good Place (Episodio: "Quando sei pronto"), sceneggiato da Michael Schur
  - The Great (Episodio: "La Grande"), sceneggiato da Tony McNamara
  - Schitt's Creek (Episodio: "La suite presidenziale"), sceneggiato da David West Read
  - What We Do in the Shadows (Episodio: "Collaborazione"), sceneggiato da Sam Johnson e Chris Marcil
  - What We Do in the Shadows (Episodio: "Fantasmi"), sceneggiato da Paul Simms
  - What We Do in the Shadows (Episodio: "La Grande Fuga"), sceneggiato da Stefani Robinson

#### Miglior sceneggiatura in una serie drammatica
- Succession (Episodio: "Non è il caso di piangere"), sceneggiato da Jesse Armstrong
  - Better Call Saul (Episodio: "Strade cattive"), sceneggiato da Thomas Schnauz
  - Better Call Saul (Episodio: "Portantino"), sceneggiato da Gordon Smith
  - The Crown (Episodio: "Aberfan"), sceneggiato Peter Morgan
  - Ozark (Episodio: "All In"), sceneggiato da Chris Mundy
  - Ozark (Episodio: "Scontro finale"), sceneggiato da John Shiban
  - Ozark (Episodio: "Fire Pink Road"), sceneggiato da Miki Johnson

#### Miglior sceneggiatura in una miniserie o film
- Watchmen (Episodio: "	Questo essere straordinario"), sceneggiato da Damon Lindelof e Cord Jefferson (HBO)
  - Mrs. America (Episodio: "Shirley"), sceneggiato da Tanya Barfield (FX)
  - Normal People (Episodio: "3"), sceneggiato da Sally Rooney e Alice Birch (Hulu)
  - Unbelievable (Episodio: "1"), sceneggiato da Susannah Grant, Michael Chabon e Ayelet Waldman (Netflix)
  - Unorthodox (Episodio: "1"), sceneggiato da Anna Winger (Netflix)

## Esibizioni
- H.E.R. - Nothing Compares 2 U - cantata durante il momento "In Memoriam", dedicato ad artisti recentemente scomparsi come Naya Rivera, Chadwick Boseman e tanti altri.[4]